# Arrival (Album)
Arrival ist das vierte Musikalbum der schwedischen Popgruppe ABBA. Es erschien im Oktober 1976 und war das erste Studioalbum der Band, das auf Anhieb zum internationalen Millionenseller wurde. Mit rund neun Millionen verkauften Exemplaren zählt es zu den erfolgreichsten ABBA-Alben.
Die Single Dancing Queen erreichte in 16 Ländern Platz eins der Charts, darunter als einzige ABBA-Single die US-Charts, und verkaufte sich weltweit über sechs Millionen Mal. Auch die zwei nachfolgenden Singleauskopplungen Money, Money, Money und Knowing Me, Knowing You wurden internationale Hits. Im Rahmen der Promotion-Tourneen für das Album reiste die Gruppe unter anderem nach Polen, Großbritannien, die USA und Kanada.
Das Album ist das erste der Gruppe, auf dem das bekannte ABBA-Logo mit dem spiegelverkehrten „B“ verwendet wurde. Das Coverbild wurde 1976 auf dem Flugplatz Stockholm-Barkarby aufgenommen und zeigt die Band in einer Bell 47 sitzend.

## Aufnahmen
Die Aufnahmen für das Album begannen am 4. August 1975 und somit knapp einen Monat nach ABBAs Rückkehr von ihrer Tour durch die schwedischen Folkparks. Benny Andersson und Björn Ulvaeus, die auch die Komponisten der Gruppe sind, versuchten in den ersten Aufnahmesessions, einen Song zu produzieren, der einen modernen Tanzrhythmus besaß. Unter dem Arbeitstitel Boogaloo entwickelten die beiden Künstler ein Musikstück, das sowohl von George McCraes Disco-Klassiker Rock Your Baby aus dem Jahr 1974 als auch von Dr. Johns Album Gumbo aus dem Jahr 1972 beeinflusst war und später vom ABBA-Manager Stig Anderson den Titel Dancing Queen bekam.
Nach einer Promotiontour durch Australien im März 1976 begann die Band mit weiteren Aufnahmen für das Album. Knowing Me, Knowing You war das erste ABBA-Lied, das Trennung und Scheidung zum Thema hatte. Auch That’s Me wurde im März aufgenommen. Ende April 1976 standen zwei weitere Aufnahmen für die Songs Happy Hawaii und Why Did It Have to Be Me an, wobei Happy Hawaii zunächst lediglich als B-Seite der Single Knowing Me, Knowing You veröffentlicht wurde.
Im Mai 1976 wurde Money, Money, Money auf Band gebracht, im Juni folgte When I Kissed the Teacher. In diesem Monat wurde auch Dancing Queen zum ersten Mal im schwedischen Fernsehen präsentiert. Einen Tag vor der Hochzeit des schwedischen Königspaares, Carl XVI. Gustaf und Silvia, trat ABBA am 18. Juni in barocken Kostümen in der Königlichen Oper in Stockholm auf. Die Aufnahmen gingen im Juli mit den Songs Dum Dum Diddle und Tiger weiter. Im August 1976 entstand neben My Love, My Life auch das für das Album namensgebende Instrumentalstück Arrival. Im September wurden noch diverse Overdubs zu einigen Titeln hinzugefügt. Das Stück Fernando, das ebenfalls im Rahmen der Aufnahmesessions produziert wurde, war nicht auf der Originalversion von Arrival enthalten. Es erschien als Single und in der australischen und neuseeländischen Pressung auf dem Album und ist heute als Bonustrack auf allen CD-Ausgaben enthalten.

## Veröffentlichung und Erfolg

### Album
Arrival wurde am 11. Oktober 1976 veröffentlicht und stieg in 18 Ländern in die Albumcharts ein. Es erreichte in elf Ländern Platz 1 und wurde 1977 in Deutschland und Großbritannien zum erfolgreichsten Album des Jahres. In Schweden stand es zehn Wochen auf Platz 1 und setzte mehr als 750.000 Exemplare ab, womit es dort zu einem der meistverkauften ABBA-Alben wurde. Auch in Großbritannien hielt es die Spitzenposition für zehn Wochen und verkaufte sich 2,4 Millionen Mal, womit es dort nach ABBA Gold und Greatest Hits das dritterfolgreichste ABBA-Album ist. In Deutschland stand das Album 15 Wochen lang an der Chartspitze und erzielte bis 1978 drei Gold-Auszeichnungen. Heute zählt es mit Doppel-Platin und über einer Million verkaufter Exemplare zu den meistverkauften Musikalben in Deutschland.
In den Niederlanden behauptete sich Arrival sieben Wochen auf der Spitzenposition und wurde über 500.000 Mal verkauft. Zudem stand das Album über 20 Wochen an der dänischen Chartspitze und verkaufte sich an die 225.000 Mal. Auch in Norwegen hielt es die Spitze der Albumcharts für 20 Wochen und erzielte Gold für mindestens 25.000 Einheiten. In Belgien erhielt es eine Goldene Schallplatte für mindestens 50.000 verkaufte Exemplare. In Finnland erreichte es Platz 2 und wurde 78.000 Mal verkauft. In Irland wurden weitere 150.000 Einheiten abgesetzt.
In Australien kooperierte das Label RCA Records mit sechs anderen Plattenfirmen, um den Vorbestellungen von 600.000 Exemplaren nachzukommen. Arrival war das einzige Album in den 70er Jahren, das auf der Spitzenposition in die australischen Albumcharts einstieg. Es verbrachte acht Wochen auf Platz 1 und verkaufte sich über eine Million Mal. In Neuseeland erhielt es zehn Platin-Auszeichnungen für mindestens 150.000 abgesetzte Einheiten. In Südafrika erhielt die LP eine Gold-Auszeichnung für mindestens 25.000 Exemplare. In den USA erzielte Arrival Gold für mehr als 500.000 verkaufte Einheiten. In Japan erreichte die LP Platz 3 der Oricon-Charts und verkaufte sich gemeinsam mit der parallel veröffentlichten Musikkassette knapp 650.000 Mal.
Zudem erreichte es Platz 4 in Kanada, wo es Doppel-Platin für über 200.000 abgesetzte Exemplare erzielte. Es erreichte überdies Platz 12 in Italien und Platz 15 in Frankreich, wo mehr als 200.000 Exemplare verkauft wurden. Im damals kommunistischen Polen wurde das gesamte vom polnischen Staat bewilligte Jahresbudget für die Einfuhr von westlicher Popmusik für Arrival aufgewendet; insgesamt 800.000 Stück wurden nach Polen geliefert. In der DDR wurde das Album 1978 unter dem Titel Dancing Queen bei Amiga veröffentlicht. Dabei wurde das Lied Money, Money, Money, wohl wegen der Kapitalismusthematik, durch Bang-A-Boomerang ersetzt, das regulär bereits auf dem vorherigen Album ABBA erschienen war.

### Singles
Als eines der erfolgreichsten Alben von ABBA beinhaltete Arrival auch einige ihrer größten Hits. Alle drei Singleauskopplungen sowie Fernando, das ebenfalls im Rahmen der Sessions für das Album aufgenommen wurde, wurden zu internationalen Charterfolgen und kamen jeweils in mindestens 18 Ländern in die Singlecharts. Nachdem Fernando bereits im März 1976 veröffentlicht, und somit Dancing Queen vorgezogen wurde, erreichte die Single in zwölf Ländern die Spitzenposition sowie in zehn weiteren die Top Ten. Dancing Queen wurde im August 1976 herausgegeben und avancierte zum populärsten ABBA-Hit, mit Nummer-eins-Platzierungen in 16 Ländern. 
Im November 1976 folgte als Begleitung zum Album Money, Money, Money, das ebenfalls in acht Ländern Platz 1 erreichte und außerdem in sieben weiteren die Top Ten. Knowing Me, Knowing You wurde im Februar 1977 als letzte Single aus Arrival ausgekoppelt und kam auf Platz 1 in fünf Ländern sowie in weiteren neun in die Top Ten. Alle vier Singles kamen außerdem in mehreren Ländern unter die erfolgreichsten des jeweiligen Jahres, so beispielsweise in Australien, wo Arrival eines der wenigen Alben ist, aus dem vier Singles in die Top Ten gelangten und drei Singles Platz eins erreichten.

## Titelliste

### Seite 1
1. When I Kissed the Teacher (Benny Andersson, Björn Ulvæus) – 3:00 min
2. Dancing Queen (Benny Andersson, Stig Anderson, Björn Ulvæus) – 3:50 min
3. My Love, My Life (Benny Andersson, Stig Anderson, Björn Ulvæus) – 3:52 min
4. Dum Dum Diddle (Benny Andersson, Björn Ulvæus) – 2:53 min
5. Knowing Me, Knowing You (Benny Andersson, Stig Anderson, Björn Ulvæus) – 4:02 min

### Seite 2
1. Money, Money, Money (Benny Andersson, Björn Ulvæus) – 3:05 min
2. That’s Me (Benny Andersson, Stig Anderson, Björn Ulvæus) – 3:15 min
3. Why Did It Have to Be Me (Benny Andersson, Björn Ulvæus) – 3:20 min
4. Tiger (Benny Andersson, Björn Ulvæus) – 2:55 min
5. Arrival (Benny Andersson, Björn Ulvæus) (instrumental) – 3:00 min

### Bonustitel auf derDeluxe Edition(2006)
- Fernando (Benny Andersson, Björn Ulvæus)
- Happy Hawaii (Benny Andersson, Stig Anderson, Björn Ulvæus)
- Fernando (Benny Andersson, Björn Ulvæus, Buddy McCluskey, Mary McCluskey) (spanische Version)
- La reina del baile (Benny Andersson, Stig Anderson, Björn Ulvæus, Buddy McCluskey, Mary McCluskey) (spanische Version von Dancing Queen)
- Conociéndome, conociédote (Benny Andersson, Stig Anderson, Björn Ulvæus, Buddy McCluskey, Mary McCluskey) (spanische Version von Knowing Me, Knowing You)
- Fernando (Benny Andersson, Björn Ulvæus) (Schwedische Solo-Version von Frida)

## Kommerzieller Erfolg

### Chartplatzierungen
| ChartsChartplatzierungen       | Höchstplatzierung | Wochen |
| ------------------------------ | ----------------- | ------ |
| Deutschland (GfK)              | 1 (37 Wo.)        | 37     |
| Österreich (Ö3)                | 12 (32 Wo.)       | 32     |
| Schweden (GLF)                 | 1 (32 Wo.)        | 32     |
| Vereinigte Staaten (Billboard) | 20 (50 Wo.)       | 50     |
| Vereinigtes Königreich (OCC)   | 1 (94 Wo.)        | 94     |

| ChartsJahrescharts (1977) | Platzierung |
| ------------------------- | ----------- |
| Deutschland (GfK)         | 1           |
| Österreich (Ö3)           | 17          |

### Auszeichnungen für Musikverkäufe
| Land/Region                  | Auszeichnungen für Musikverkäufe (Land/Region, Auszeichnung, Verkäufe) | Verkäufe  |
| ---------------------------- | ---------------------------------------------------------------------- | --------- |
| Australien (ARIA)            | —                                                                      | 960.000   |
| Dänemark (IFPI)              | Gold (1977) · + Platin (2024)                                          | 270.000   |
| Deutschland (BVMI)           | 2× Platin                                                              | 1.000.000 |
| Finnland (IFPI)              | Platin                                                                 | 86.420    |
| Hongkong (IFPI/HKRIA)        | Gold                                                                   | 10.000    |
| Israel (IFPI)                | Platin                                                                 | 40.000    |
| Kanada (MC)                  | 2× Platin                                                              | 200.000   |
| Neuseeland (RMNZ)            | 10× Platin                                                             | 200.000   |
| Niederlande (NVPI)           | Gold                                                                   | 50.000    |
| Norwegen (IFPI)              | —                                                                      | 167.000   |
| Vereinigte Staaten (RIAA)    | Gold                                                                   | 500.000   |
| Vereinigtes Königreich (BPI) | Platin                                                                 | 1.700.000 |
| Insgesamt                    | 4× Gold · 18× Platin ·                                                 | 4.983.420 |

Hauptartikel: ABBA/Auszeichnungen für Musikverkäufe